# Direction générale de la presse et de l'information (Turquie)

Logo de l'institution.

La Direction générale de la presse et de l'information (en turc : Basın Yayın Ve Enformasyon Genel Müdürlüğü) est une institution turque placée sous l'autorité du Premier ministre. Elle observe les médias étrangers pour vérifier l'exactitude des informations diffusées à propos de la Turquie, veille au développement des médias nationaux et produit des études mais aussi des réunions d'information dans cette perspective. Créée le 7 juin 1920 par Mustafa Kemal Atatürk, elle est connue pour être l’institution qui délivre la carte de presse aux journalistes étrangers souhaitant travailler sur le sol turc. Son siège se trouve à Ankara mais elle possède des sous-directions dans plusieurs grandes villes turques et également des bureaux à l'étranger. Elle est encadrée par le décret-loi no 231, publié au journal officiel turc du 18 juin 1984. L'institution est abolie le 10 juillet 2018, et ses fonctions sont transférées à la Direction de la communication de la présidence de Turquie (en turc : Türkiye Cumhuriyeti Cumhurbaşkanlığı İletişim Başkanlığı), créée le 24 juillet 2018. 